# Alfred Swift
Alfred James "Jimmy" Swift (Durban, 25 de gener de 1931 - Johannesburg, 13 d'abril de 2009) va ser un ciclista sud-africà que va córrer durant els anys 50 del segle xx. Durant la seva carrera esportiva va prendre part en dos Jocs Olímpics.
El 1952 a Hèlsinki va guanyar una medalla de plata en la prova de persecució per equips, fent equip amb Thomas Shardelow, George Estman i Robert Fowler. En aquests mateixos Jocs va prendre part en dues proves més, la prova en ruta i la ruta per equips, havent d'abandonar abans d'hora.
El 1956 a Melbourne va guanyar una medalla de bronze en el quilòmetre contrarellotge, per darrere Leandro Faggin i Ladislav Fouček. En la persecució per equips, quedà quart, mentre que en les proves en ruta tornà a abandonar.
El 1954 guanyà la medalla d'or als Jocs de la Commonwealth celebrats a Vancouver en la prova del quilòmetre contrarellotge.